# Mauzé-Thouarsais
Mauzé-Thouarsais ist eine Commune déléguée in der französischen Gemeinde Thouars mit 2.120 Einwohnern (Stand: 1. Januar 2022) im Département Deux-Sèvres in der Region Nouvelle-Aquitaine. Die Einwohner werden Mauzéens genannt.

## Geografie
Mauzé-Thouarsais liegt etwa vier Kilometer westlich von Thouars im Weinbaugebiet Anjou. Der Fluss Argenton begrenzt die Commune déléguée im Norden und Nordwesten. Umgeben wurde die Gemeinde Mauzé-Thouarsais von den Nachbargemeinden Bouillé-Saint-Paul im Nordwesten und Norden, Loretz-d’Argenton im Norden, Sainte-Radegonde im Nordosten, Saint-Jacques-de-Thouars im Osten, Saint-Jean-de-Thouars im Osten und Südosten, Luzay im Südosten, Luché-Thouarsais im Süden und Südwesten, Coulonges-Thouarsais im Südwesten, Argentonnay im Südwesten und Westen sowie Massais im Westen und Nordwesten.

## Geschichte
1973 wurde die bis dahin selbstständige Gemeinde Rigné der Gemeinde Mauzé-Thouarsais angeschlossen.
Am 1. Januar 2019 wurde die Gemeinde Mauzé-Thouarsais mit Missé, Sainte-Radegonde und Thouars zur Commune nouvelle Thouars zusammengeschlossen. Sie hat seither den Status einer Commune déléguée. Die Gemeinde Mauzé-Thouarsais gehörte zum Arrondissement Bressuire und zum Kanton Thouars.

### Bevölkerungsentwicklung
| Jahr      | 1962 | 1968 | 1975 | 1982 | 1990 | 1999 | 2006 | 2012  |
| Einwohner | 1786 | 1735 | 1625 | 1771 | 1926 | 1989 | 2034 | 2.144 |

## Sehenswürdigkeiten
- Mehrere Dolmen (Saint-Père, Champ de la Salle und Pile Verte)
- Altes Benediktinerkloster in der Ortschaft La Capinière
- Kirche in Mauzé aus dem 19. Jahrhundert
- Schloss Le Pressoir Bachelier, Monument historique seit 1933
- Haus Laudairie
- Park Challon
- Étang de Juigny

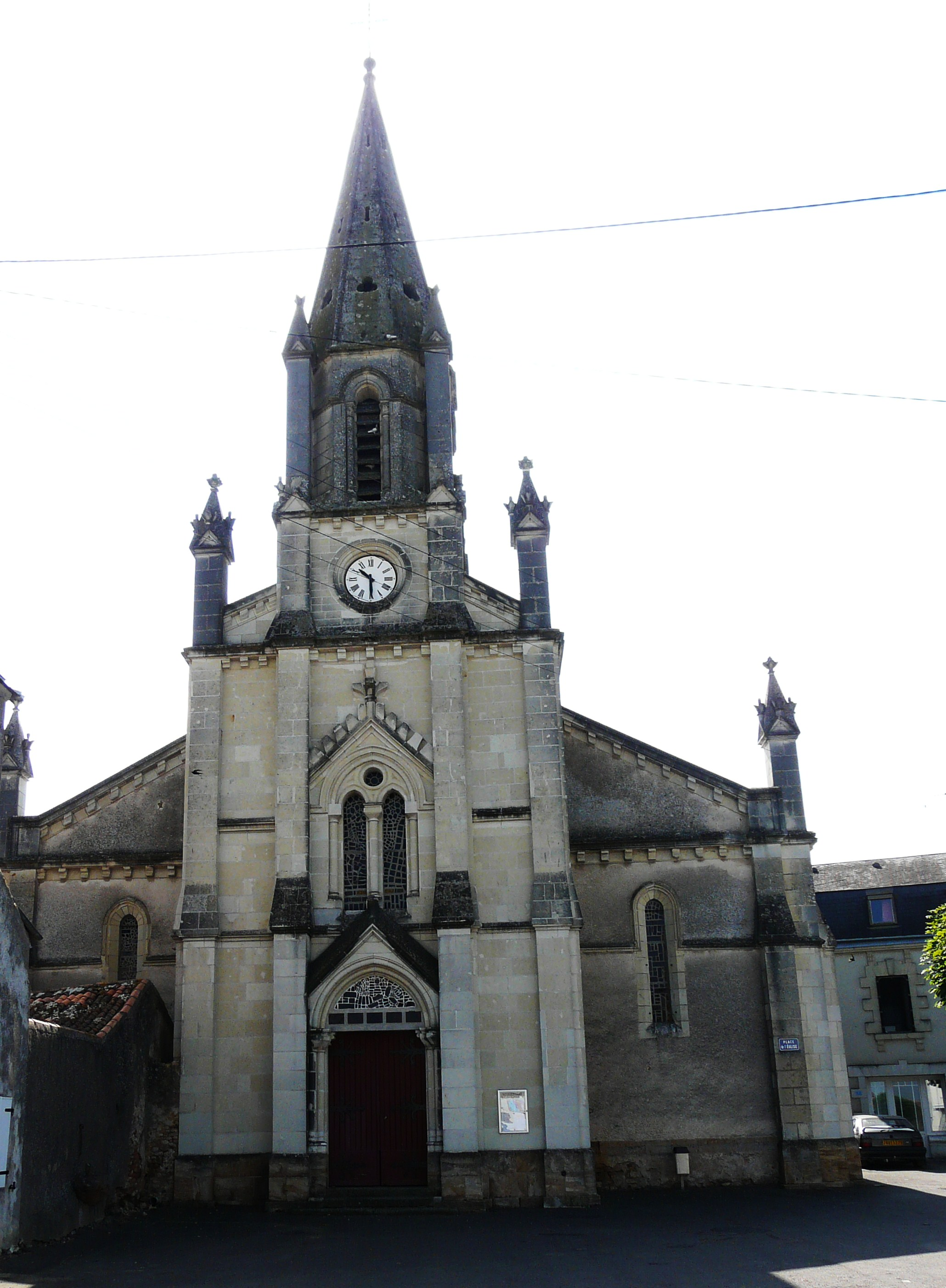
Kirche in Mauzé
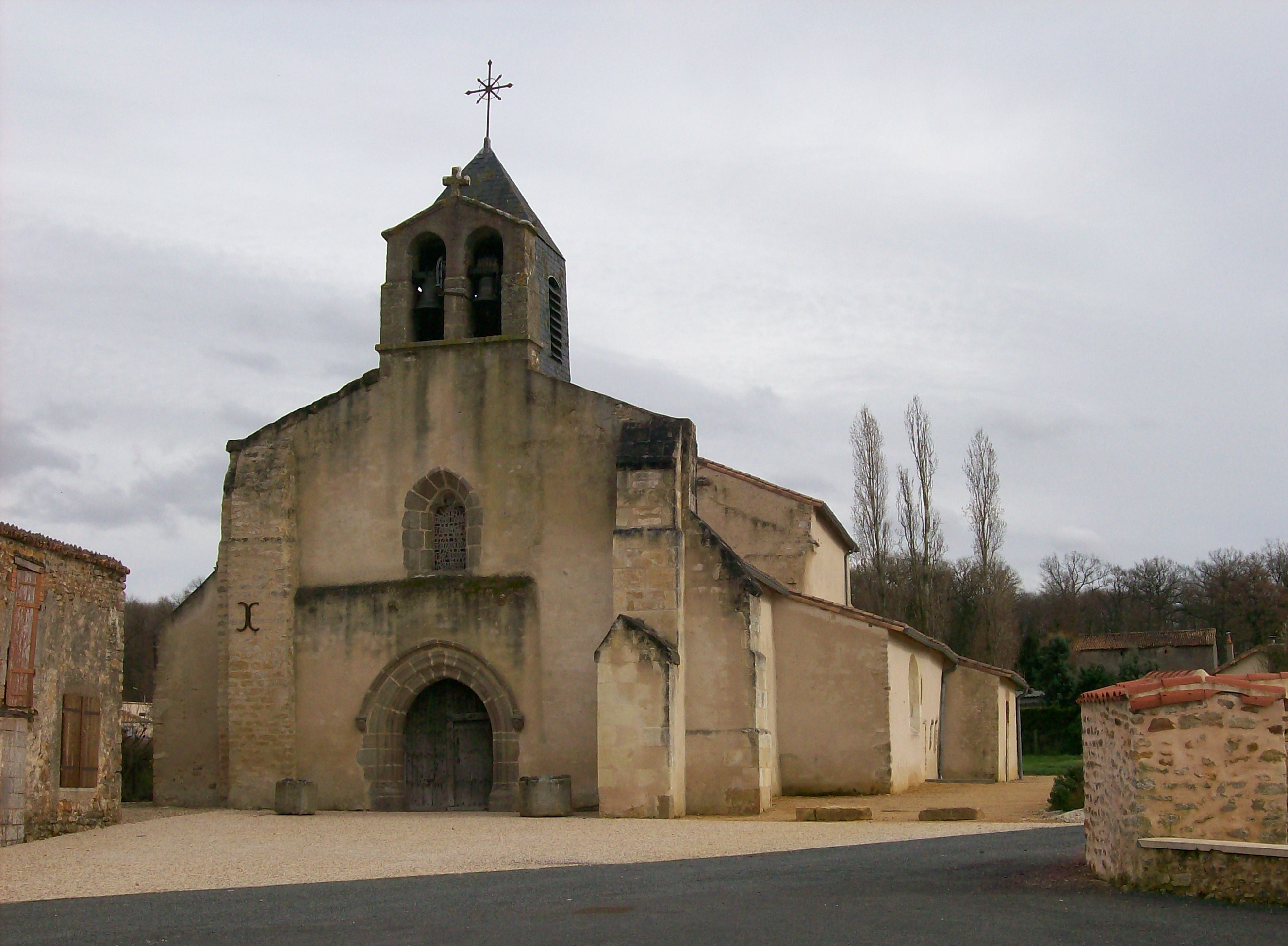
Kirche Saint-Hilaire in Rigné
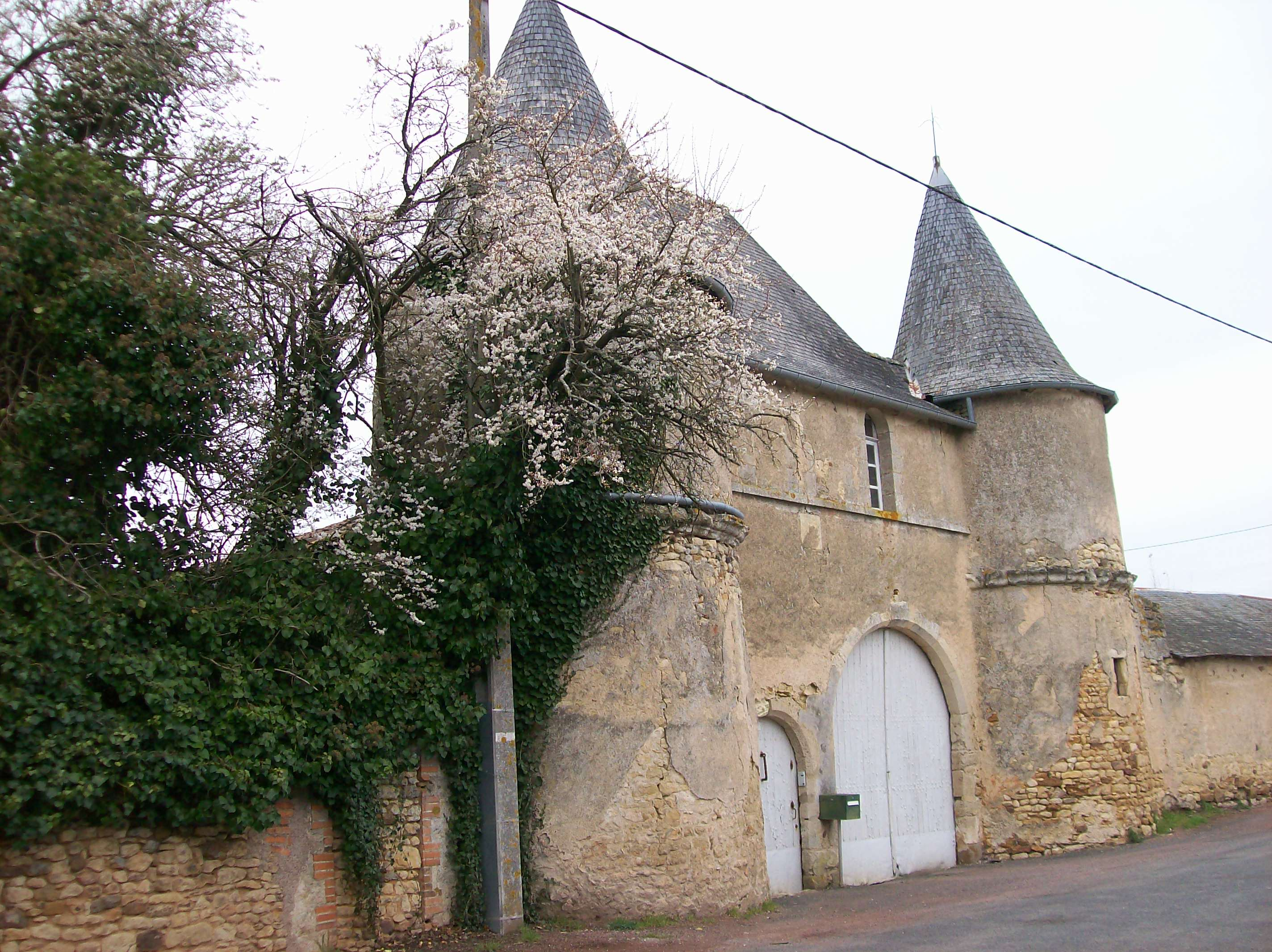
Haus Laudairie

## Weinbau
Die Rebflächen des Ortes gehören zum Weinbaugebiet Anjou.